# Desa Bojongkulur
Desa Bojongkulur är en administrativ by i Indonesien.   Den ligger i provinsen Jawa Barat, i den västra delen av landet, 18 km sydost om huvudstaden Jakarta.